# Chiquititas (telenovela messicana)
Chiquititas è uno spin-off della serie argentina Chiquititas, prodotta da Pedro Damián. Trasmessa nel 1999 dalla rete Azteca 7. Non ha avuto tanto successo. Dalla serie è uscito la colonna sonora